# Zelin Mrzlovodički
Zelin Mrzlovodički falu Horvátországban, Tengermellék-Hegyvidék megyében. Közigazgatásilag Lokvéhoz tartozik.

## Fekvése
Fiume központjától 20 km-re északkeletre, községközpontjától 6 km-re északnyugatra a Hegyvidéken a község északi határán fekszik.

## Története
1857-ben 38, 1910-ben 54 lakosa volt. 1920-ig Modrus-Fiume vármegye Delnicei járásához tartozott. 2011-ben a falunak 16 lakosa volt.

## Lakosság
| Lakosság változása | Lakosság változása | Lakosság változása | Lakosság változása | Lakosság változása | Lakosság változása | Lakosság változása | Lakosság változása | Lakosság változása | Lakosság változása | Lakosság változása | Lakosság változása | Lakosság változása | Lakosság változása | Lakosság változása | Lakosság változása |
| ------------------ | ------------------ | ------------------ | ------------------ | ------------------ | ------------------ | ------------------ | ------------------ | ------------------ | ------------------ | ------------------ | ------------------ | ------------------ | ------------------ | ------------------ | ------------------ |
| 1857               | 1869               | 1880               | 1890               | 1900               | 1910               | 1921               | 1931               | 1948               | 1953               | 1961               | 1971               | 1981               | 1991               | 2001               | 2011               |
| 38                 | 59                 | 50                 | 46                 | 52                 | 54                 | 49                 | 61                 | 47                 | 77                 | 54                 | 37                 | 18                 | 11                 | 14                 | 16                 |